# Rubel transferowy
Rubel transferowy (ros. переводной рубль) – międzynarodowa jednostka rozrachunkowa, stosowana w rozliczeniach wzajemnych krajów członkowskich RWPG; została wprowadzona w 1964, zlikwidowana w 1991.
Rubel transferowy nie posiadał głównych cech pieniądza międzynarodowego, ponieważ był pozbawiony funkcji miernika wartości, środka płatniczego i akumulacji. Rubel transferowy nie spełniał podstawowego warunku funkcjonowania pieniądza międzynarodowego, ponieważ nie reprezentował powszechnej siły nabywczej możliwej do wykorzystania w każdym czasie i w dowolnym kraju. Miał on ograniczoną siłę nabywczą nawet w krajach RWPG, gdyż faktycznie można za niego było nabywać tylko towary uzgodnione w dwustronnych umowach handlowych, nie był więc rzeczywistym pieniądzem międzynarodowym, ale technicznym narzędziem rozliczeń. 

W kręgach RWPG zdawano sobie sprawę, że próba uczynienia z rubla transferowego rzeczywistej waluty obrachunkowej związana była z koniecznością przeprowadzenia głębokich reform gospodarki centralnie sterowanej, a zdaniem Antoniego Marszałka o tych zaniechaniach decydowały także przesłanki polityczne: 
„Obawiano się, że wprowadzenie wymienialności znaków pieniężnych ówczesnych państw socjalistycznych na waluty krajów kapitalistycznych uruchomi mechanizm dezintegracji RWPG na rzecz integracji z Europą Zachodnią i gospodarką kapitalistyczną. Rynek krajów RWPG, jako pewna ekonomiczna całość, był bardziej kategorią abstrakcyjną niż prawdziwym, realnym międzynarodowym rynkiem.”

## Historia
Rubel transferowy został utworzony w wyniku podpisanej 22 października 1963 Umowy o rozliczeniach wielostronnych w rublach transferowych i o utworzeniu Międzynarodowego Banku Współpracy Gospodarczej, która zaczęła obowiązywać 1 stycznia 1964. Miał nominalnie odpowiadać 0,987412 g złota, co było parytetem identycznym z teoretycznym parytetem rubla radzieckiego. Obie waluty nie były jednak ze sobą związane, a rubel transferowy był niewymienialny w skali międzynarodowej i występował wyłącznie w postaci zapisów księgowych na kontach Międzynarodowego Banku Współpracy Gospodarczej (MBWG). Kredytów w rublach transferowych udzielał także powołany w 1970 Międzynarodowy Bank Inwestycyjny (MBI), ale księgowane one były na kontach w MBWG. Banki te nie emitowały pieniądza w tradycyjnym tego słowa znaczeniu, a jedynie odnotowywały wartość przeprowadzonych transakcji handlowych w walucie umownej. Jednostka ta zastępowała stopniowo rubla clearingowego w rozliczaniu transakcji między krajami RWPG. Miała teoretycznie, w odróżnieniu od rubla clearingowego, służyć do rozliczeń wielostronnych, czyli tzw. clearingu wielostronnego, jednak w praktyce większość transakcji, w obawie przed niemożnością wyrównania bilansu handlowego między krajami, zawierano ciągle w oparciu o umowy dwustronne. Oba wspomniane typy rubli miały być alternatywą dla walut wymienialnych odnoszących się do tzw. drugiego obszaru płatniczego. Obszar krajów bloku wschodniego, w którym posługiwano się rublowymi jednostkami rozliczeniowymi, nazywany był pierwszym obszarem płatniczym.
Wśród ekonomistów toczyły się spory, czy należało rubla transferowego uznawać jedynie za jednostkę obrachunkową, czy walutę międzynarodową specyficznego typu. De facto służył on do oceny stopnia równoważności międzynarodowych umów handlowych o charakterze kompensacyjnym, czyli opartym na wiązaniu po stronie importu i eksportu większej liczby towarów niż jeden (w przeciwieństwie do barteru). Nadwyżki rubli transferowych na kontach w MBWG, powstałe w rezultacie rozliczenia poszczególnych transakcji, były niemożliwe do wykorzystania bez zawarcia nowej międzyrządowej umowy handlowej. Nazywano je potocznie rublami transferowymi "bezadresowymi", gdyż bez zawarcia oddzielnej umowy handlowej nie mogły być wymienione na żaden towar ani inną walutę. Przykładem rubli transferowych bezadresowych były sumy uzyskane w wyniku naliczenia odsetek od środków zgromadzonych na kontach MBWG. 
Początkowo teoretyczny kurs rubla transferowego do dolara amerykańskiego (USD) był stały (przez 5 lat), a następnie wprowadzono zasadę ustalania corocznego kursu rubla w stosunku do USD. Zasady wyznaczania kursu rubla transferowego były przedmiotem ciągłych kontrowersji naukowych i politycznych. Kurs rubla transferowego służył do wyceny towarów wymienianych z innymi krajami RWPG. Przedsiębiorstwa wysyłające towary na eksport do innych krajów RWPG mogły uzyskaną zapłatę w rublach transferowych wymienić na walutę lokalną w bankach narodowych. Mechanizm ten prowadzić mógł do dotowania eksportu przez budżety poszczególnych państw, które wypłacać musiały przedsiębiorstwom wymierną zapłatę w tradycyjnej walucie lokalnej za wysłany za granicę towar a w zamian otrzymywały od kontrahenta zagranicznego zapis w rublach transferowych, którego pokrycie towarowe wymuszać musiała konkretna umowa. 
Średnie roczne, oficjalne kursy rubla i USD wyliczane przez Narodowy Bank Polski:
| Rok       | Kurs USD | Kurs rubla |
| --------- | -------- | ---------- |
| 1971      | 4,000    | 4,444      |
| 1972      | 3,676    | 4,444      |
| 1973-1977 | 3,322    | 4,444      |
| 1978      | 3,165    | 4,444      |
| 1979      | 3,086    | 4,444      |
| 1980      | 3,058    | 4,444      |
| 1981      | 68,000   | 80,000     |
| 1982      | 68,000   | 84,823     |
| 1983      | 68,000   | 91,617     |
| 1984      | 71,344   | 113,715    |
| 1985      | 83,449   | 147,179    |

Do 1971 kurs był stały: 1 złoty dewizowy = 0,225 rubla = 0,25 USD (Mały Rocznik Statystyczny GUS 1970, Duży Rocznik Statystyczny GUS 1981).
W wyniku porozumienia zawartego przez Polskę w 1994, wzajemnej kompensacie podlegały wszystkie wzajemne zobowiązania w rublach transferowych, dolarach, dolarach clearingowych i rublach clearingowych oraz rublach radzieckich powstałe przed 1 stycznia 1991 roku - 7 mld rubli transferowych i 336 mln USD zobowiązań ZSRR skompensowano zobowiązaniami Polski w kwocie 4,7 mld rubli transferowych oraz 2 mld USD. Kurs rubla transferowego określany jest przez Narodowy Bank Polski. W maju 2023 jego średni poziom wynosił 0,21 złotego.